# Xenus II: Белое золото
Xenus 2: Белое золото (англ. White Gold: War in Paradise) — шутер от первого лица/ролевая игра разработанный украинской студией Deep Shadows. Издатель в России — Руссобит-М. 23 ноября 2016 года игра стала доступна для активации для купивших её через интернет-сервис цифровой дистрибуции Steam. Является продолжением первой части Xenus: Точка кипения, вышедшей 19 мая 2005 года.

## Сюжет игры
Федеральные войска и полиция обнаружили и разгромили крупнейший склад известного нарко-картеля. Оказалось, что часть прибыли от продажи наркотиков предназначалась для поддержания мятежников, провоцировавших антиправительственные выступления в провинции N.
Эксперты считают, что в деле замешаны также агенты ФБР.
После того, как от отравленного кокаина умерло более 250 человек, Сол Майерс приплывает в южную Колумбию, где должен разгадать загадку отравленного кокаина. По ходу игры Майерс пройдёт через череду дерзких приключений, встретит множество интересных персонажей, опробует внушительный парк различной техники, разгадает несколько странных явлений и наткнётся на Инкское племя, которое займет в основном сюжете свою роль.

## Версия для Xbox 360
В самом начале разработки Deep Shadows объявили о том, что приобрели лицензию для разработки игр для Xbox 360. Приставочная версия делалась параллельно, и судя по одному из их интервью была полностью готова, конкретно — даже всё оптимизировано для загрузки с DVD. Но издателя на Xbox 360 так и не нашли, поэтому выход Xenus 2 на данную платформу был отменен.